# Ton Crijnen
Antonius (Ton) Andreas Jacobus Crijnen (Goes, 25 september 1942) is een Nederlandse historicus (master geschiedenis), journalist en publicist. In de jaren zestig, begin jaren zeventig was hij vicevoorzitter en daarna korte tijd voorzitter van de jongeren-KVP (KVPJG) en lid van het algemeen bestuur van de KVP. Hij was later ook lid van het bestuur van de Katholieke Raad voor Israël, inmiddels Katholieke Raad voor het Jodendom (KRJ) die de Nederlandse rooms-katholieke bisschoppen adviseert in hun betrekkingen met het Jodendom.   

## Loopbaan
Crijnen werkte van 1990 tot 1992 als redacteur op de opiniepagina van Trouw en  vervolgens tot 2006 als redacteur religie en filosofie bij hetzelfde dagblad. Daarvoor was hij van 1972-1988 adjunct-hoofdredacteur en van 1988-1990 redacteur levensbeschouwing van het voormalige opinieweekblad De Tijd en van 1961-1972 redacteur binnenland c.q. buitenland van het gelijknamige dagblad. Ook verzorgde hij een tijdlang als correspondent de berichtgeving over Nederland voor de Oostenrijkse kwaliteitskrant Die Presse en het toenmalige West-Duitse weekblad Publik. Naast zijn werkzaamheden bij De Tijd was Crijnen tevens tien jaar lang voorzitter van de ondernemingsraad van de tijdschriftengroep van het toenmalige VNU-concern en lid van de centrale ondernemingsraad. Sinds zijn pensionering, september 2005, houdt hij zich bezig met het schrijven van biografieën.

## Zakelijke Historie
Als redacteur buitenland met specialismen Oost-Europa en Duitsland versloeg Crijnen in augustus 1968 voor dagblad De Tijd ter plekke de bezetting van Tsjechoslowakije door de strijdkrachten van het Warschaupact, onder leiding van de Sovjet-Unie. Hij werd uiteindelijk door de Russen gearresteerd en over de grens met Oostenrijk gezet. Een jaar later had hij, samen met drie Nederlandse collega's, een opzienbarend kritisch interview met Walter Ulbricht, staatshoofd van de toenmalige Duitse Democratische Republiek (DDR). In de twee decennia daarna volgden interviews met tal van andere internationale prominenten, zoals de West-Duitse presidenten Karl Carstens en Richard von Weizsäcker, de West-Duitse bondskanseliers Kurt Georg Kiesinger, Willy Brandt en Helmut Schmidt, de Beierse minister-president Franz Josef Strauss, de Oostenrijkse bondskanselier Bruno Kreisky, curie-kardinaal Joseph Ratzinger (de latere paus Benedictus XVI), de Zwitserse theoloog Hans Küng, de Dalai Lama, de voormalige Joegoslavische vicepresident en naaste medewerker van Tito, Milovan Đilas en de dissidente DDR-auteur Stefan Heym. Tussen 1995 en 2005 bereisde Crijnen een groot deel van de islamitische wereld en maakte hij, onder soms moeilijke omstandigheden, in Bangladesh, Botswana, Egypte, Iran, Marokko, de Molukken, Noord-Nigeria, Oeganda, Pakistan, Turkije en Zimbabwe reportages voor dagblad Trouw. In 1999 schreef hij het boek Nieuwe Moslims, de eerste studie die een beeld schetste van de groep Nederlanders die zich had bekeerd tot de islam.
Als lid van een speciale commissie, ingesteld door Amnesty International, onderzocht hij op uitnodiging van de toenmalige West-Duitse regering in november 1974 de omstandigheden waaronder de Nederlander Ronald Augustin, lid van de Rote Armee Fraktion (RAF), in voorarrest zat in de gevangenis van Hannover. Haar conclusie luidde dat hier sprake was van Isolationsfolter. Het jaar daarop kwam Crijnens boek over de Baader-Meinhofgroep uit.

## Verdere Boekpublicaties
In 2008 publiceerde Ton Crijnen de biografie Titus Brandsma: De man achter de mythe. In dit boek nam hij leven en werk van de in 1985 zalig verklaarde Friese mysticus, hoogleraar en verzetsman Titus Brandsma kritisch onder de loep (b.v. diens ondertekening van de arierverklaring tijdens de oorlog).  in mei 2022 volgde een aangevulde uitgave naar aanleiding van de heiligverklaring van pater Brandsma). Begin 2010 schreef hij, samen met mr. Ina Herbers, een biografie over Piet Callenfels, NSB-burgemeester van respectievelijk Vlissingen en Woerden. Hun  conclusie: een slecht mens, maar een bekwame burgemeester. In 2014 kwam Crijnens uitgebreide biografie van kardinaal Ad Simonis uit. Hierin werd onder meer kritisch teruggekeken op de opstelling van de Utrechtse aartsbisschop (1983-2006) in de kwestie van het seksueel misbruik door priesters binnen de Nederlandse r.-k.-kerkprovincie. Dit boek haalde de longlist van de Nederlands-Vlaamse biografieprijs 2016. In september 2022 verscheen de biografie Een groot emancipator. Mgr. dr. Herman Schaepman, politicus en dichter 1844-1903, waarin deze rooms-katholieke politieke en sociale emancipator langs de historische meetlat werd gelegd. Ton Crijnen schreef de biografie, net als die over Callenfels, samen met neerlandica en juriste Ina Herbers. Zoals de meeste van zijn boeken kreeg ook dit werk zeer positieve recensies (zie bijvoorbeeld NRC, Trouw en het AD). Momenteel is hij bezig met het schrijven van een biografie over de Duitse SD-medewerkster Gertrud Slottke die in 1967 in Muenchen werd veroordeeld wegens medeplichtigheid aan het deporteren van minimaal 40.000 Nederlandse Joden uit doorgangskamp Westerbork naar respectievelijk de nazivernietigingskampen Auschwitz-Birkenau en Sobibor.
- Gemeinsame Normdatei: 137256337
- International Standard Name Identifier: 0000 0003 7452 5988
- Library of Congress Control Number: no00072637
- Nederlandse Thesaurus van Auteursnamen: 069988145
- Virtual International Authority File: 19228493
- WorldCat: E39PBJfcPQT8DQcMVmDdcbYMfq